# Rio Grande do Sul
Rio Grande do Sul (wymowaⓘ [ˈʁiu ˈɡɾɐ̃dʒi du ˈsuw]) – jeden z 26 stanów Brazylii, położony w południowej części kraju. Od południa graniczy z Urugwajem, od zachodu z Argentyną, a od północy z brazylijskim stanem Santa Catarina. Jest położony między wybrzeżem atlantyckim z lagunami Mirim i Patos a rzeką Urugwaj. Klimat subtropikalny.
Miasta (powyżej 100 tys. mieszk.): Caxias do Sul, Canoas, Pelotas, Novo Hamburgo, Santa Maria, Gravataí, Viamão, São Leopoldo, Alvorada, Rio Grande, Passo Fundo, Sapucaia, Uruguaiana i Cachoeirinha.
Rozwinięte rolnictwo – głównie uprawa tytoniu (eksportowany także do Polski, do fabryki w Augustowie), pszenicy i soi, a także hodowla bydła.
Przemysł wydobywczy rud miedzi i węgla kamiennego. Duże porty morskie: Porto Alegre i Rio Grande.

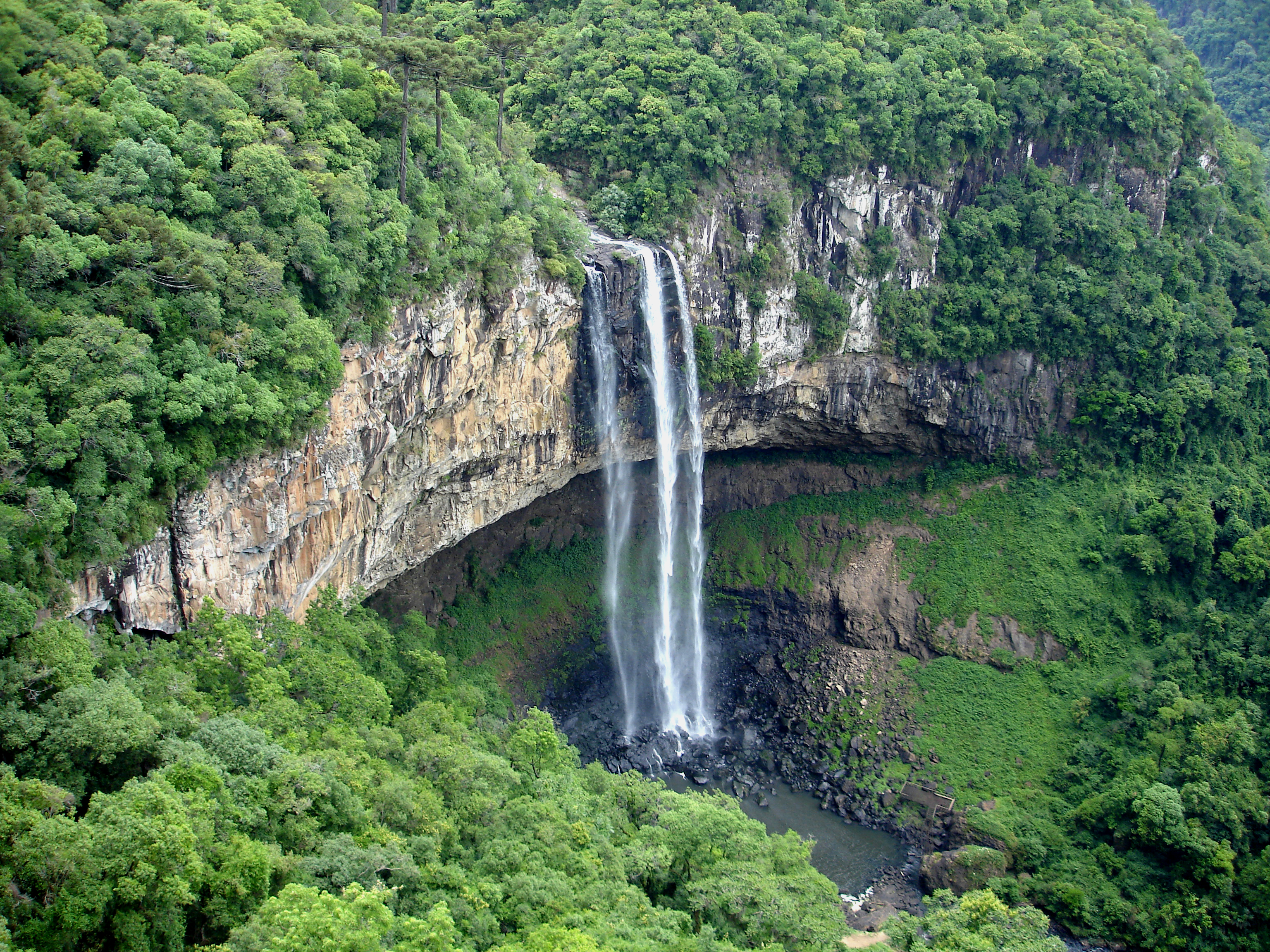
Wodospad Cascata do Caracol o wysokości 131 m na peryferiach miasta Canela

W 1835 mieszkańcy stanu ogłosili niezawisłość, w 1836 proklamowano państwo Republika Rio-Grandense (zwane również Republika Piratinim). Była to tzw. guerra dos farrapos („wojna łachmaniarzy”). Separatyści przegrali w 1845. W 1893 ponownie wybuchł konflikt z separatystami, powstrzymano ich w bitwie pod Lapa, powstanie upadło w 1895.
W roku 1900 została tutaj znaleziona największa geoda ametystowa o wymiarach 10 × 5 × 3 m i wadze ok. 7 ton.

## Miasta
Największe miasta w stanie Rio Grande do Sul według liczby mieszkańców (stan na 2013 rok):
| L.p. | Miasto            | Liczba ludności |
| ---- | ----------------- | --------------- |
| 1.   | Porto Alegre      | 1 413 094       |
| 2.   | Caxias do Sul     | 441 332         |
| 3.   | Pelotas           | 328 864         |
| 4.   | Canoas            | 325 188         |
| 5.   | Santa Maria       | 262 368         |
| 6.   | Gravataí          | 257 428         |
| 7.   | Viamão            | 240 302         |
| 8.   | Novo Hamburgo     | 239 151         |
| 9.   | São Leopoldo      | 215 664         |
| 10.  | Rio Grande        | 198 048         |
| 11.  | Alvorada          | 196 571         |
| 12.  | Passo Fundo       | 186 082         |
| 13.  | Sapucaia do Sul   | 131 587         |
| 14.  | Uruguaiana        | 125 320         |
| 15.  | Santa Cruz do Sul | 119 199         |
| 16.  | Cachoeirinha      | 119 100         |
| 17.  | Bagé              | 116 944         |
| 18.  | Bento Gonçalves   | 108 490         |
| 19.  | Erechim           | 96 756          |
| 20.  | Guaíba            | 95 273          |